# Chorzów Uniwersytet
Chorzów Uniwersytet – przystanek osobowy zlokalizowany w pobliżu Uniwersytetu Śląskiego w Chorzowie w województwie śląskim. Przystanek powstał w ramach projektu Prace na linii kolejowej nr 131 na odcinku Chorzów Batory - Nakło Śląskie, w ramach którego prace ruszyły w marcu 2022 roku. Otwarcie przystanku nastąpiło 15 grudnia 2024 roku.

## Galeria

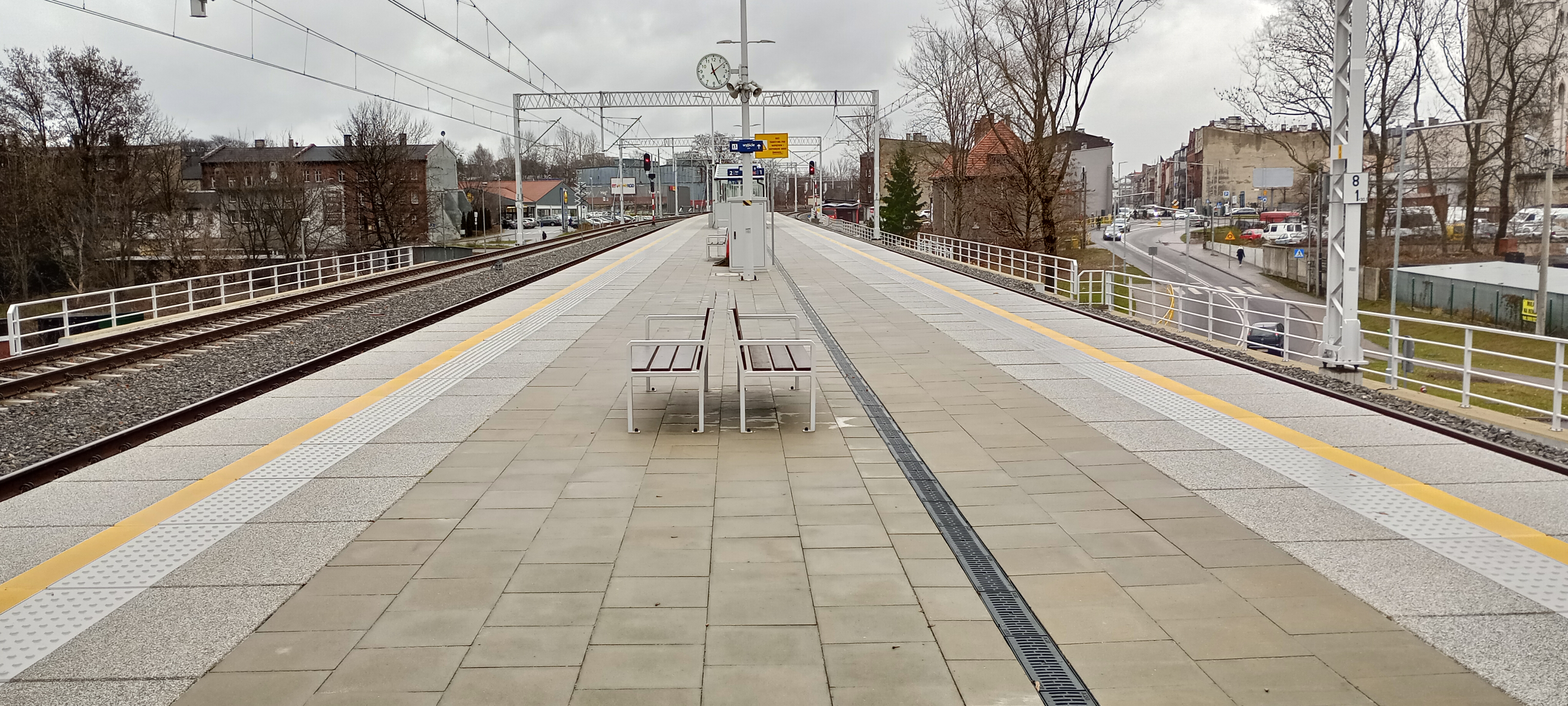
Peron (widok w stronę Bytomia i Tarnowskich Gór)
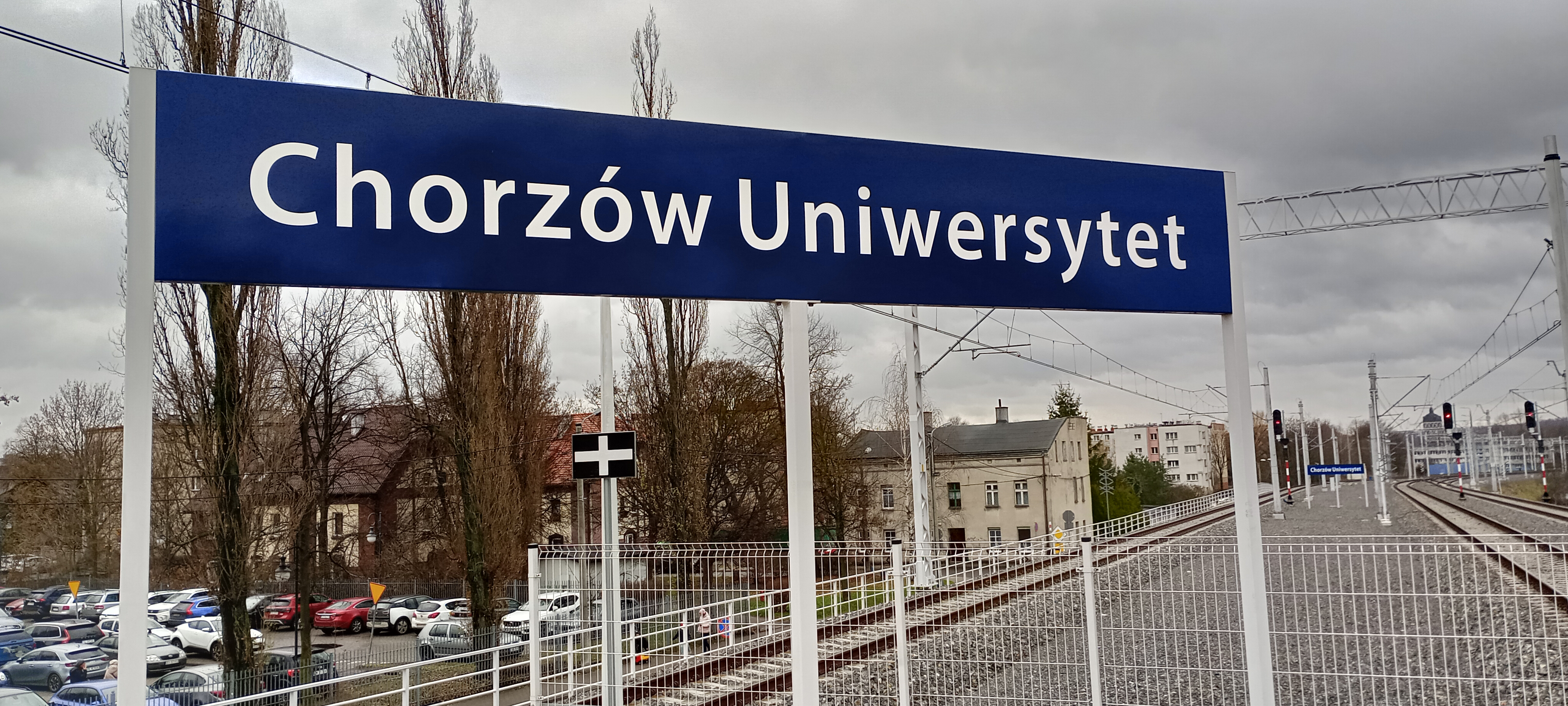
Tablica z nazwą przystanku
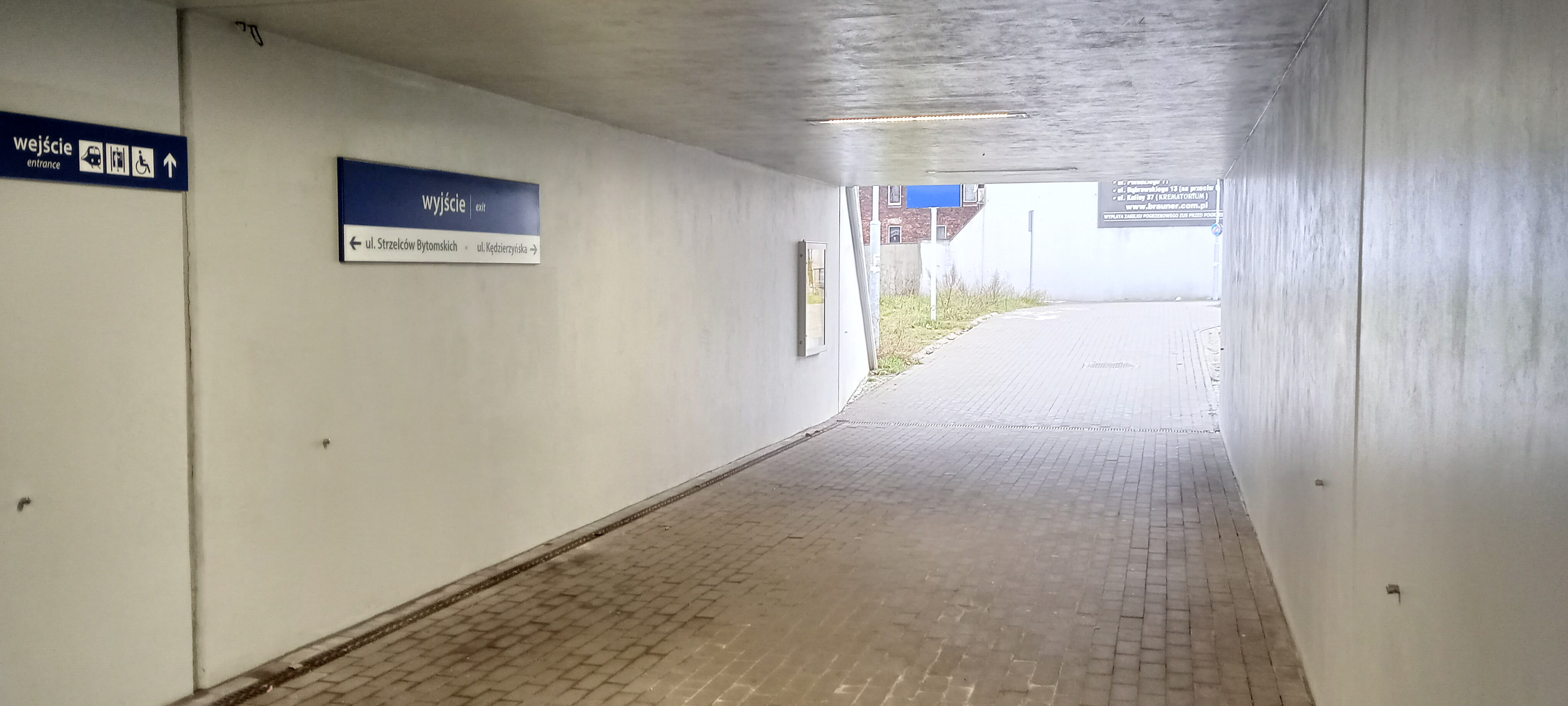
Przejście pod torami (widok w stronę ulicy Kędzierzyńskiej)
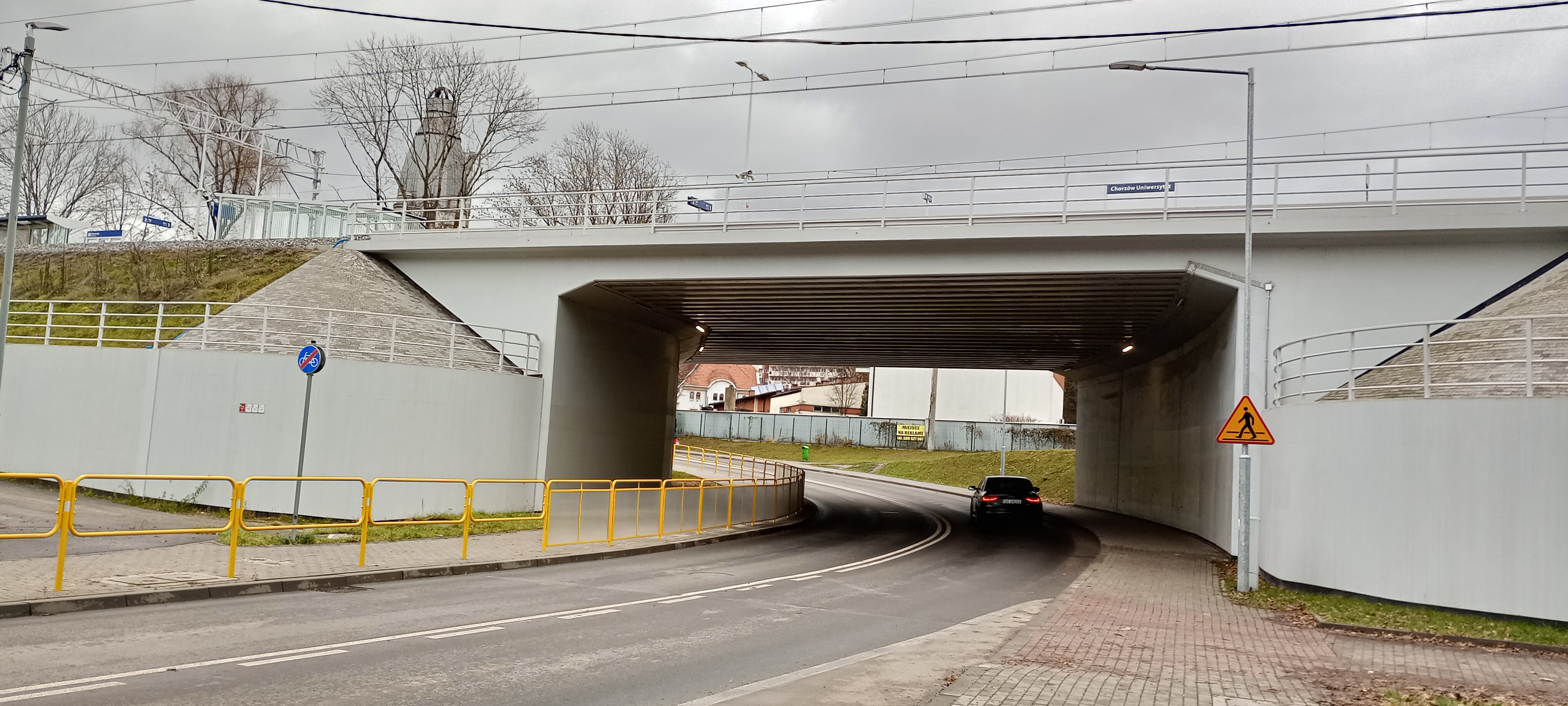
Estakada przystanku